# Torneo scacchistico internazionale di Capodanno

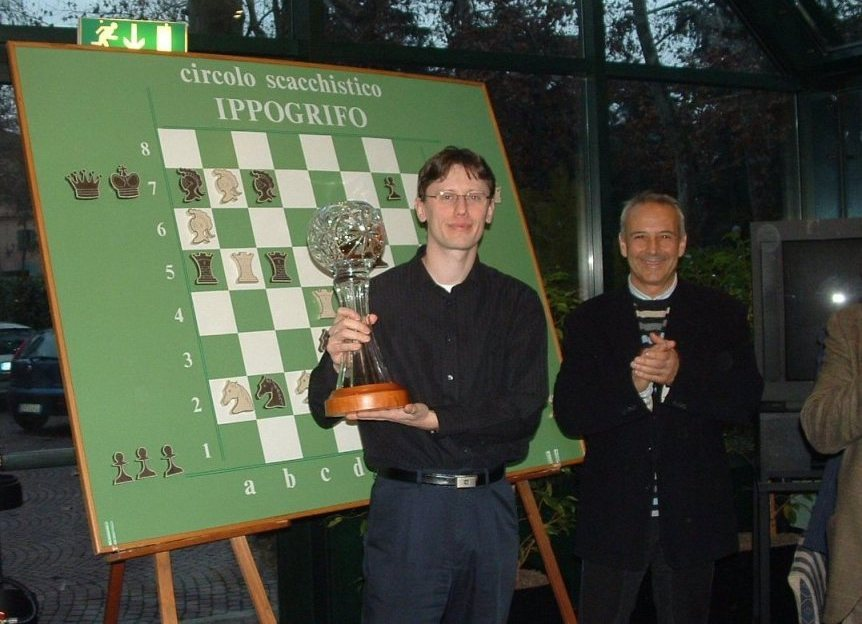
Zoltán Almási, vincitore del 50º Torneo di Capodanno, con Giuseppe Ferraroni, presidente del circolo Ippogrifo di Reggio Emilia

Il Torneo scacchistico internazionale di Capodanno è stata una lunga serie di tornei di scacchi che si è svolta dal 1947 al 2011 a Reggio Emilia, a cavallo della fine e l'inizio di un nuovo anno, normalmente dopo Natale e fino al 6 gennaio. La 55ª edizione del 2012-13, inizialmente annunciata, è stata poi annullata per problemi economici.
Il torneo ha avuto diverse sedi, tra le quali il teatro Ariosto, ma la maggior parte delle edizioni si è svolta nei locali dell'Hotel Mercure Astoria, a fianco delle Piazze dei Teatri e dei giardini pubblici di Reggio Emilia.

## Storia
Promotore del torneo fu il Grande maestro Honoris causa Enrico Paoli, che scrisse in un articolo: «L'idea del torneo mi balenò nella mente una notte d'estate; lo spunto mi venne da un torneo che si svolgeva a cavallo del nuovo anno a Lucerna. Trovai aiuto nell'allora direttore dell'Ente Provinciale per il Turismo, Alcide Spaggiari, e così il 27 dicembre 1958 iniziò la serie dei 'Tornei di Capodanno' a Reggio Emilia».
A partire dalla terza edizione (1958/59) il torneo si è svolto regolarmente con cadenza annuale. Dal 1982/83, con l'aiuto di nuovi sponsor, il torneo ha assunto un'importanza via via crescente a livello internazionale, attirando Grandi Maestri da tutto il mondo.
La 26ª edizione vede entrare in campo per la prima volta un ex-campione del mondo, Boris Spasskij, che però delude le aspettative giungendo solo quinto su dodici partecipanti. Prende l'avvio con questa edizione anche il torneo "B" (vinto dal maestro Antonio Martorelli).
Il torneo del 1991/92 venne classificato di Cat. XVIII, facendone il più forte torneo disputato fino ad allora al mondo (media Elo dei partecipanti 2676 punti). Erano presenti anche il campione del mondo in carica Garri Kasparov e l'ex campione Anatolij Karpov. Vinse a sorpresa il ventiduenne Viswanathan Anand, che batté Kasparov nell'incontro diretto.
Dalla 43ª edizione (2000/01) l'organizzazione del torneo è stata curata interamente dal "Circolo Scacchistico Ippogrifo" di Reggio Emilia.

## Albo d'oro

### Torneo principale

Esteban Canal,
vincitore nel 1947

Sergio Mariotti,
vincitore nel 1969-70

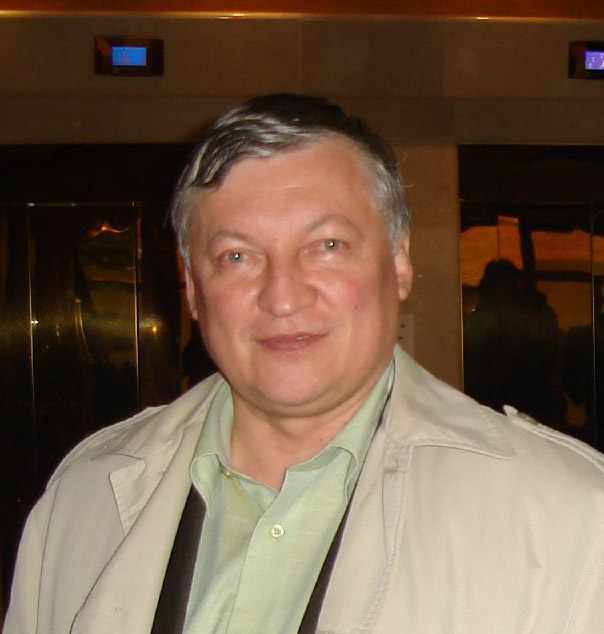
Anatolij Karpov,
vincitore nel 1990-91

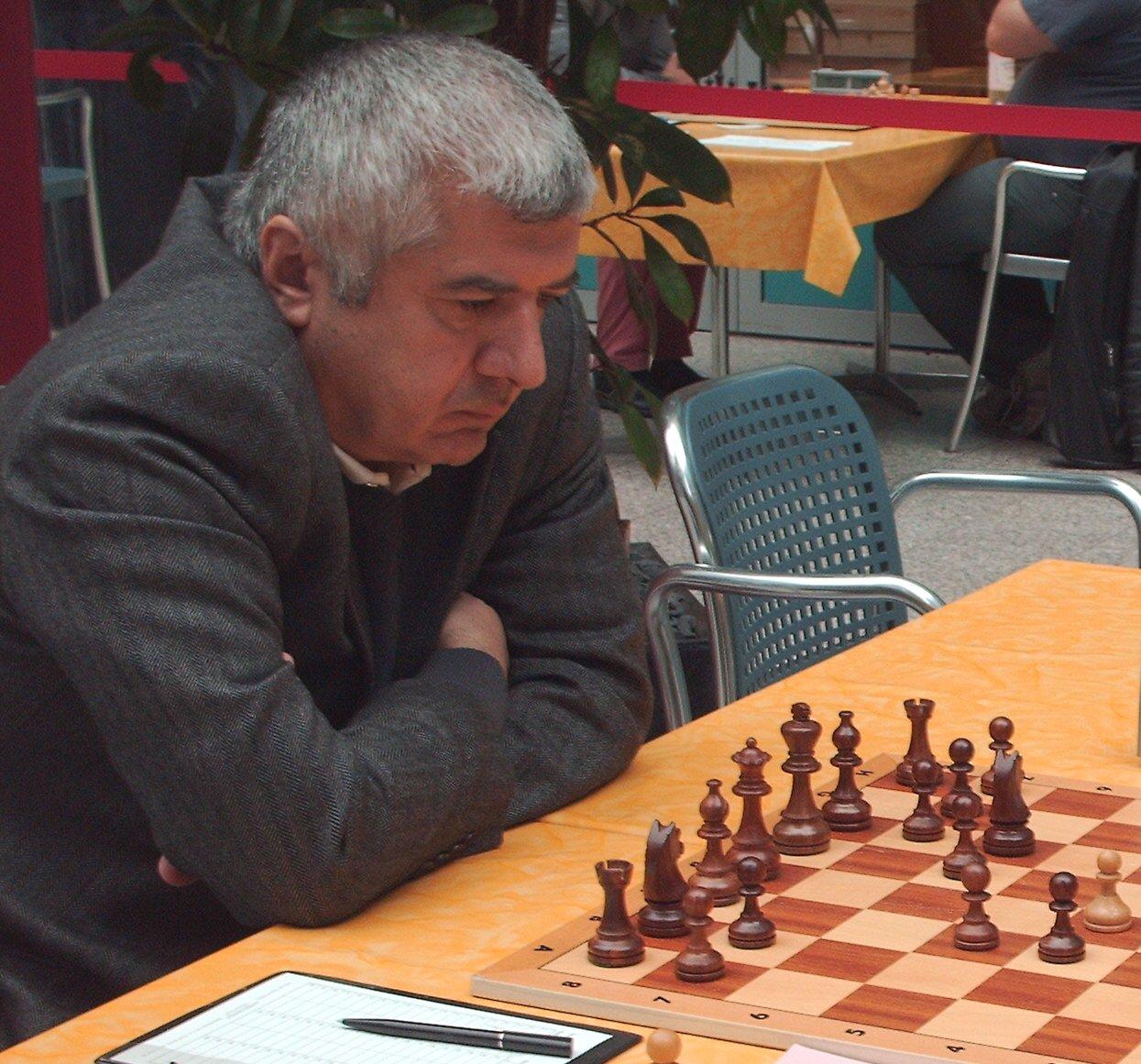
Rafayel Vahanyan,
vincitore nel 1992-93 e 1994-95

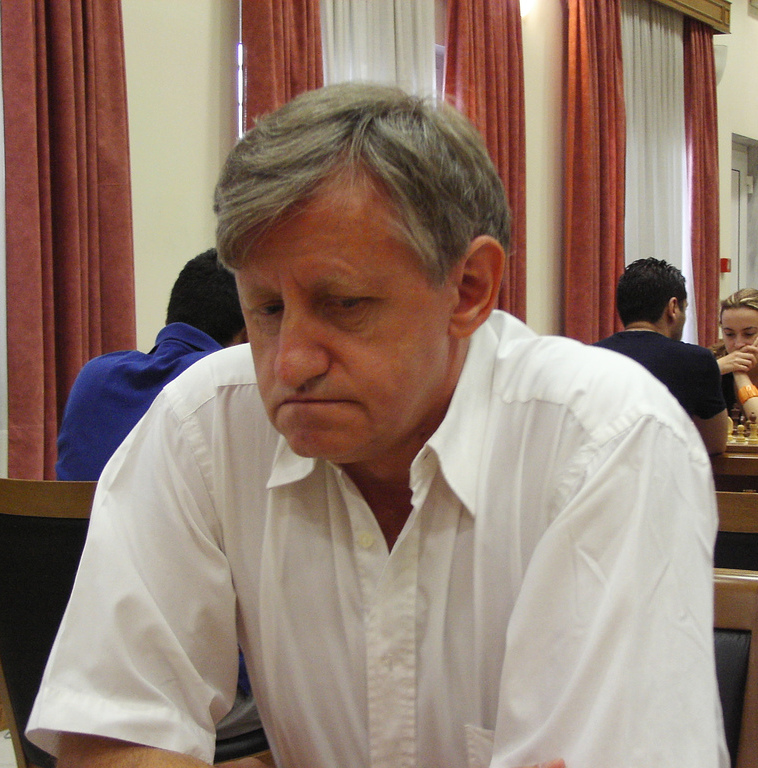
Oleh Romanyšyn,
vincitore nel 2000-01

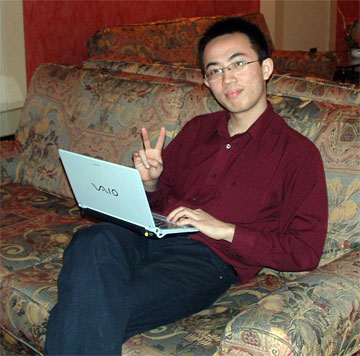
Ni Hua,
vincitore nel 2008-09

| Edizione nº | Edizione nº | Vincitore             |
| ----------- | ----------- | --------------------- |
| -           | 1947        | Esteban Canal         |
| -           | 1951        | Moshé Czerniak        |
| 1           | 1958-59     | Otto Marthaler        |
| 2           | 1959-60     | Cveto Trampuz         |
| 3           | 1960-61     | Péter Dely            |
| 4           | 1961-62     | Alberto Giustolisi    |
| 5           | 1962-63     | Győző Forintos        |
| 6           | 1963-64     | Rudolf Teschner       |
| 7           | 1964-65     | Mario Bertok [3]      |
| 8           | 1965-66     | Bruno Parma           |
| 9           | 1966-67     | Victor Ciocâltea      |
| 10          | 1967-68     | Milan Matulović       |
| 11          | 1968-69     | Ladislav Mišta [4]    |
| 12          | 1969-70     | Sergio Mariotti       |
| 13          | 1970-71     | Bruno Parma           |
| 14          | 1971-72     | Andrew Soltis         |
| 15          | 1972-73     | Levente Lengyel       |
| 16          | 1973-74     | Ljuben Popov          |
| 17          | 1974-75     | Orestes Rodríguez     |
| 18          | 1975-76     | Luděk Pachman         |
| 19          | 1976-77     | Hennadij Kuz'min      |
| 20          | 1977-78     | László Kovács         |
| 21          | 1978-79     | Ralf Hess             |
| 22          | 1979-80     | Aleksandr Kočiev      |
| 23          | 1980-81     | Nils-Gustaf Renman    |
| 24          | 1981-82     | Arne Duer             |
| 25          | 1982-83     | Nona Gaprindashvili   |
| 26          | 1983-84     | Karel Mokrý           |
| 27          | 1984-85     | Lajos Portisch        |
| 28          | 1985-86     | Ulf Andersson         |
| 29          | 1986-87     | Zoltán Ribli          |
| 30          | 1987-88     | Volodymyr Tukmakov    |
| 31          | 1988-89     | Michail Gurevič       |
| 32          | 1989-90     | Jaan Ehlvest          |
| 33          | 1990-91     | Anatolij Karpov       |
| 34          | 1991-92     | Viswanathan Anand     |
| 35          | 1992-93     | Rafael Vaganjan [5]   |
| 36          | 1993-94     | Lajos Portisch        |
| 37          | 1994-95     | Rafayel Vahanyan      |
| 38          | 1995-96     | Jurij Razuvaev        |
| 39          | 1996-97     | Michail Krasenkov     |
| 40          | 1997-98     | Dmytro Komarov        |
| 41          | 1998-99     | Evgenij Soloženkin    |
| 42          | 1999-00     | Leonid Judasin        |
| 43          | 2000-01     | Oleh Romanyšyn        |
| 44          | 2001-02     | Vladimir Georgiev [6] |
| 45          | 2002-03     | Jean-Luc Chabanon [7] |
| 46          | 2003-04     | Igor Miladinović      |
| 47          | 2004-05     | Aleksandǎr Delčev     |
| 48          | 2005-06     | Konstantin Landa      |
| 49          | 2006-07     | Viorel Iordăchescu    |
| 50          | 2007-08     | Zoltán Almási         |
| 51          | 2008-09     | Ni Hua                |
| 52          | 2009-10     | Gata Kamskij [8]      |
| 53          | 2010-11     | Vüqar Həşimov [9]     |
| 54          | 2011-12     | Anish Giri            |

### Torneo B

Ljubomir Ljubojević,
vincitore del torneo B
nel 1991

| Edizione | Elo medio | Vincitore                           | Vincitore |
| -------- | --------- | ----------------------------------- | --------- |
| 1983-84  | 2295      | Antonio Martorelli                  |           |
| 1984-85  | 2306      | Vladimir Bukal                      |           |
| 1985-86  | 2338      | António Antunes                     |           |
| 1986-87  | 2280      | Zdenek Beil                         |           |
| 1987-88  | 2307      | Bruno Belotti                       |           |
| 1988-89  | 2293      | Vladimir Bukal                      |           |
| 1989-90  | 2305      | Vladimir Bukal                      |           |
| 1991     | 2601 2401 | Ljubomir Ljubojević Mišo Cebalo[10] |           |
| 1991-92  | 2445      | Lajos Portisch                      |           |
| 2008-09  | 2351      | Björn Thorfinnsson                  |           |

## Galleria d'immagini

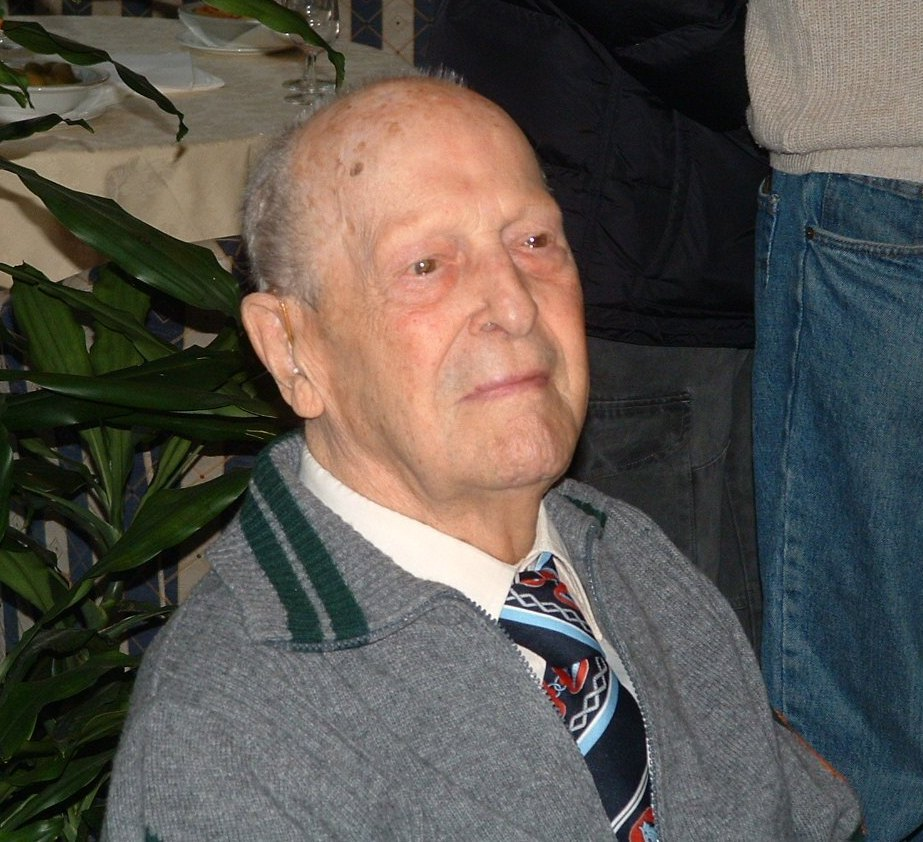
Enrico Paoli nel 2004
La partita Primavera-Paoli, 1º Torneo di Capodanno
Foto di gruppo del 9° T.C.
Trincardi-Damjanovic, 14° Torneo di Capodanno
Foto di gruppo del 15° T.C.
Foto di gruppo del 20° T.C.
Foto di gruppo del 23° T.C.
Foto di gruppo del 26° T.C.